# Карпатос (округ)
Округ Карпатос (грч.  - periferiakí enótita Karpathou) је округ у периферији Јужни Егеј у југоисточној Грчкој. Управно средиште округа је град Пигадија на острву Родос, које је средишње у округу. Округ обухвата веће острво Карпатос, осредње Касос и више мањих острва и хриди, суштински јужни део Додеканеза.
Округ Карпатос је успостављен 2011. године на поделом некадашње префектуре Додеканез на 5 округа.

## Природне одлике
Округ Карпатос је острвски округ у југоисточном делу Грчке, који обухвата веће острво Карпатос (78% површине округа), осредње Касос и више мањих острва и хриди, која су смештена као међа између Егејског и Средоземног мора. Дата острва су веома удаљена од грчког копна.
Острва су махом планинска, а како су удаљенија д копна, она су са сиромашна водом, па су већином под голетима.
Клима у округу је средоземна.

## Историја
Погледати: Карпатос

## Становништво
По последњим проценама из 2001. године округ Карпатос је имао око 7.500 становника, од чега 85% живи на острву Родос. Такође, око 1/3 окружног становништва живи у седишту округа, граду Пигадији.
Етнички састав: Главно становништво округа су Грци, а мањина нема.
Густина насељености је око 20 ст./км², што је 4 пута мање од просека Грчке (око 80 ст./км²), па је по овоме дати округ на самом зачељу међу грчким окрузима.

## Управна подела и насеља
Округ Карпатос се дели на 2 општине (број је ознака општине на карти):
1. Карпатос - 5
2. Касос - 6

Град Пигадија је највеће насеље и седиште округа, али није велико насеље (< 10.000 ст.).

## Привреда
Становништво округа Карпатос је традиционално било окренуто поморству и средоземној пољопривреди (агруми, маслине). Иако су дате делатности и данас развијене, оне су у сенци туризма. Током протеклих деценија округ је постао туристичко одредиште у Грчкој.